# Anne Arundel County
Anne Arundel County is een county in de Amerikaanse staat Maryland.
De county heeft een landoppervlakte van 1.077 km² en telt 489.656 inwoners (volkstelling 2000). De hoofdplaats is Annapolis.

## Bevolkingsontwikkeling

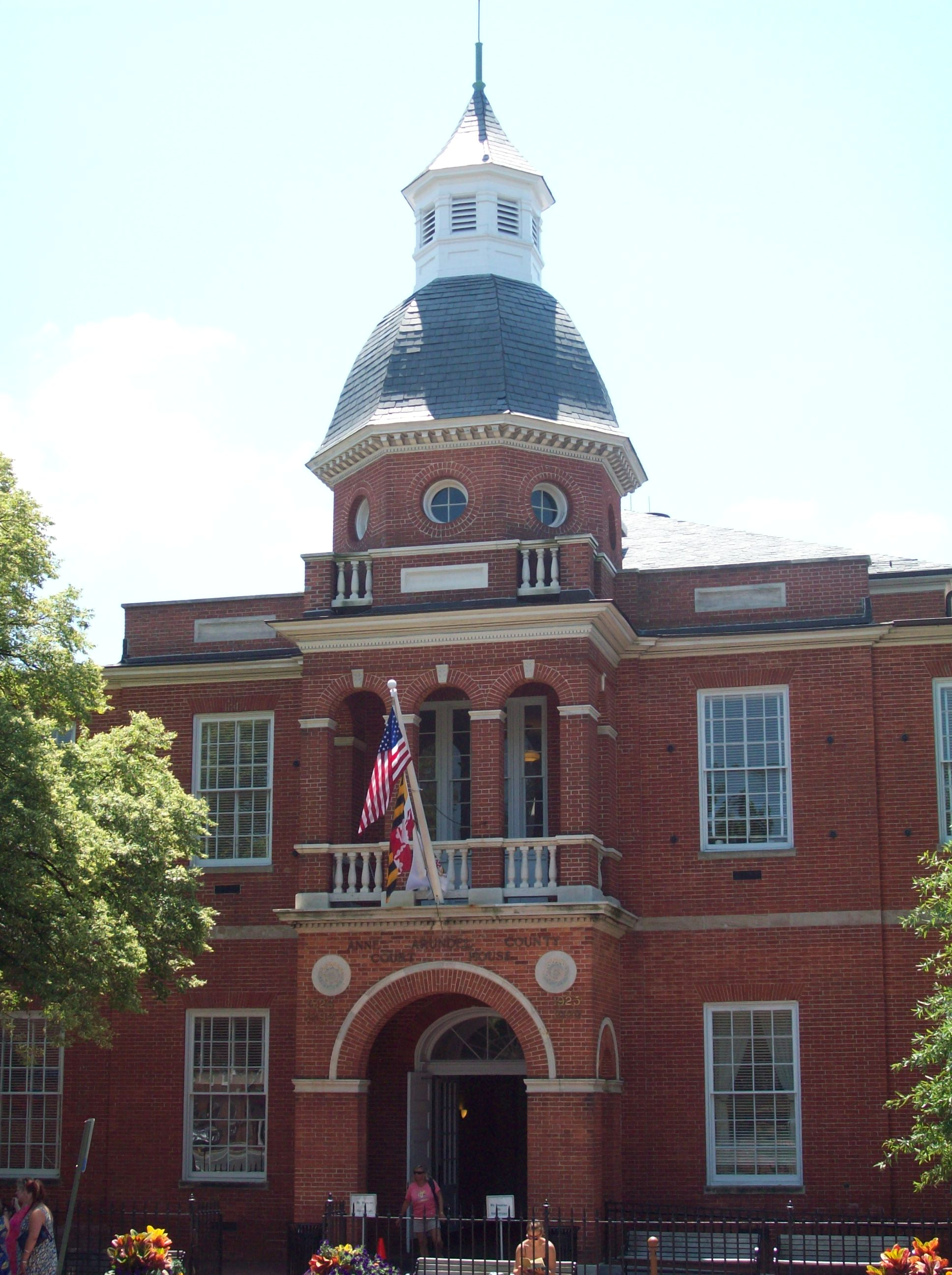
Anne Arundel County Courthouse